# Fernando de la Milla
Fernando de la Milla Alonso de la Florida (Jerez, 14 de febrero de 1895-Estados Unidos, ca. 1961) fue un periodista, escritor, autor teatral y traductor español.

## Biografía
Se inicia en el periodismo en su ciudad natal y en Sevilla. En 1920 se instala en Madrid, donde colabora como redactor en los diarios La Nación y Ahora, e igualmente en las revistas Mundo Gráfico, Nuevo Mundo y La Esfera. Durante ese periodo dirigió la publicación de novelas cortas «Los Contemporáneos», donde publicará algunas de sus obras.
Ya iniciada la Segunda República llegó a estar a cargo de la jefatura de redacción del diario El Imparcial, y pone en escena sus piezas teatrales: El encanto de lo prohibido, Pirueta y El refugio. Durante la guerra civil española toma partido por la República, por lo que en 1938 se traslada a Francia, trabajando allí en Le Petit Journal y Vie Diplomatique. En marzo de 1939 abandona Francia para establecerse en La Habana. Allí se hace cargo de los comentarios internacionales de la crítica cinematográfica en la emisora de La voz del aire. Más tarde trabaja como jefe de información y editorialista del noticiero de la emisora RHC-Cadena Azul.
En 1944 funda y dirige la revista de cine Lumen, para más tarde asumir las responsabilidades de redactor de los diarios Avance y El Crisol, encargándose, además, de la sección «Atalaya» en el periódico El Siglo. En la década de 1950 se incorpora como periodista a la revista Carteles, y por algún tiempo sería subdirector  de la emisora La voz del aire, haciendo colaboraciones para Bohemia, Florida y Chic. Después del triunfo de la revolución colaboró un tiempo en el diario Revolución, pero insatisfecho con la nueva situación marchó a Estados Unidos en 1961, donde se cree que falleció.
La Asociación Cultural Cine-Club Jerez ha solicitado al Ayuntamiento la titulación de una calle con su nombre.

## Obras
- Sybaris. Castilla  (Madrid, 1924).
- El segundo pecado de María Nieves (Madrid, 1924).
- La carcajada o Andres Lagrange. Drama en tres actos, inspirado en el drama francés (Madrid, 1924).
- Un hombre y dos mujeres. (Madrid, 1924).
- El refugio. Zarzuela en un acto (Madrid, 1925).
- He aquí la cocota de las ocho y media (Madrid, 1925).
- La marquesa de Hornalia (Madrid, 1925).
- Hamlet. Versión libérrima en cuatro actos (Madrid,1928).
- La mujer que vivía como un hombre (Madrid, 1928).
- El arte de ser bígamo (Madrid, 1929).
- La mala vida de Julieta de Apremont (Madrid, 1929).
- Una mujercita razonable (Madrid, 1929).
- Por que yo no te quiero. Comedia de juventud en tres actos (Madrid,1929).
- El juicio de Mary Dugan. Melodrama de la vida de Nueva York (Madrid, 1929).
- Un hombre relativamente engañado (Atlántida, 1930).
- Pirueta. Comedia en tes actos. La Estampa (Madrid, 1931).
- Aventuras eróticas del Duque de Richelieu contadas por el mismo (Madrid, 1933).
- Segunda parte de las aventuras eróticas del Duque de Richelieu (Madrid, 1936).
- En La Habana está el amor o el arte de ser adúltera (La Habana, 1949).